# 斯蒂芬·布兰德
斯蒂芬·布兰德（英語：Steven Brand，1969年6月26日—）是一位苏格兰演员，他主要在美国拍摄电影和电视剧。